# Scrobipalpula
Scrobipalpula é um gênero de traça pertencente à família Agonoxenidae.